# سیمون گرئول
 سیمون گرئول (انگلیسی: Simon Greul؛ زادهٔ ۱۳ آوریل ۱۹۸۱) یک تنیس‌باز اهل آلمان است. 